# Survival International
Survival International ist eine internationale Nichtregierungsorganisation, die indigene Völker weltweit unterstützt. Survival arbeitet mit indigenen Gemeinschaften und Organisationen für den Schutz der Land- und Menschenrechte indigener Völker zusammen. 1989 wurde die Menschenrechtsorganisation mit dem Right Livelihood Award ausgezeichnet.

## Geschichte
Survival International wurde 1969 in London gegründet. Auslöser war ein Artikel von Norman Lewis in der britischen Sonntagszeitung Sunday Times über die Massaker, Landenteignungen und Völkermorde an indigenen Gruppen im brasilianischen Amazonasgebiet. Es folgte ein offener Brief von Francis Huxley und Nicholas Guppy, in dem ein Hilfsfonds gefordert wurde. Daraus gründete sich Survival International. 
Heute hat Survival International nach eigenen Angaben Unterstützende in über 100 Ländern und bearbeitet etwa 90 Fälle in 35 verschiedenen Staaten.

## Organisation
Der internationale Sitz von Survival International befindet sich in London. Es gibt weitere Vertretungen in Berlin, Madrid, Mailand, Paris und San Francisco. Der Sitz des deutschen Vereins befindet sich seit 2004 im Haus der Demokratie und Menschenrechte in Berlin.
Survival finanziert sich überwiegend durch Spenden und Förderungen von Privatpersonen. Die Organisation lehnt staatliche Zuschüsse ab und nimmt keine Spenden von Unternehmen an, welche die Rechte indigener Völker verletzen könnten.

## Ziele und Arbeitsweise
Survival International ist eine international tätige Menschenrechtsorganisation, die indigene Völker durch Lobbyarbeit und Kampagnen im Kampf um ihre Landrechte, ihre selbstbestimmte Zukunft und ihr Leben unterstützt. Außerdem bietet die Organisation indigenen Völkern eine Plattform, auf der sie ihre Anliegen direkt an die Öffentlichkeit tragen können. Survival betreibt zudem Bildungsarbeit, um Vorurteile gegenüber indigenen Völkern abzubauen, unterstützt rechtliche Arbeit und kleinere Vorhaben indigener Gemeinden.
Die Organisation arbeitet an Fällen, die von den betroffenen indigenen Völkern selbst an sie herangetragen werden. Eine Ausnahme bilden die unkontaktierten Völker, für deren Schutz sich Survival ebenfalls einsetzt. Survival International betreibt eigene Recherchen vor Ort und arbeitet mit lokalen Organisationen zusammen.
Die Organisation dokumentiert Fälle von Menschenrechtsverletzungen an indigenen Völkern – zum Beispiel an den San in Botswana oder den Guarani in Brasilien. Survival betreibt und unterstützt Lobbyarbeit bei Verantwortlichen und macht Rechtsverletzungen publik, um öffentlichen Druck zugunsten der Betroffenen zu erzeugen. Die Organisation arbeitet mittels weltweiter und lokaler Protestaktionen, organisiert E-Mail-Kampagnen und betreibt Medienarbeit. Ziel ist es, die Aufmerksamkeit der Weltöffentlichkeit auf die bearbeiteten Fälle zu richten und durch öffentlichen Druck Veränderungsprozesse herbeizuführen. Survival International kritisiert in seiner Arbeit sowohl Firmen und Regierungen, die die Rechte indigener Völker verletzen, aber auch Missionsorganisationen wie die New Tribes Mission oder Naturschutzverbände wie den WWF.
Parallel dazu betreibt Survival International Aufklärungsarbeit. Besonders das Vorurteil, indigene Völker seien „primitiv“ oder „steinzeitlich“ und ihre Lebensweise müsse an die des Westens angepasst werden, soll dabei abgebaut werden. Neben Bildungsarbeit gehört dazu auch das Projekt Tribal Voice, über das Videobotschaften von indigenen Völkern übersetzt und veröffentlicht werden. 
Seit seiner Gründung 1969 hat Survival International auch Projekte in indigenen Gemeinden, wie etwa einen medizinischen Hilfsfonds der Yanomami in Brasilien, finanziert. Hilfsprojekte machen jedoch heute nur einen kleinen Teil der Arbeit aus, da Survival davon ausgeht, dass das größte Problem indigener Völker die Verletzung ihrer Land- und Menschenrechte ist, die durch Kampagnen- und Lobbyarbeit geschützt werden sollen.

## Erfolge
Die Organisation hat mehrere Regierungen überzeugt, Landrechte von indigenen Völkern anzuerkennen, zum Beispiel die der Yanomami in Brasilien, der Nukak in Kolumbien und der Jarawa in Indien. Survival International hat Unternehmen dazu gebracht, sich aus schädlichen Projekten auf Gebieten indigener Völker zurückzuziehen, beispielsweise Holzfirmen vom Land der Udege in Sibirien oder das Bergbauunternehmen Vedanta auf dem Land der Dongria Kondh. Survival International hat außerdem dazu beigetragen, dass die Situation und die Rechte von indigenen Völkern weltweit mehr Anerkennung finden. In Deutschland hat Survival erfolgreich an der Kampagne zur Ratifikation der Konvention 169 der Internationalen Arbeitsorganisation gearbeitet. 

## Prominente Unterstützende
Zu den prominenten Unterstützenden zählen Gillian Anderson, Colin Firth, Damien Hirst, Richard Gere, Sebastião Salgado, Vandana Shiva, Katharina Wackernagel oder Davi Kopenawa Yanomami. „Botschafter“ für Survival International sind Quentin Blake, Julie Christie, Kurt Jackson, Mark Rylance und Pippa Small.

## Auszeichnungen
1989 erhielt die Organisation den Right Livelihood Award (auch „Alternativer Nobelpreis“), außerdem den spanischen Premio Leon Felipe und die italienische Medaglia della Presidenza della Camera dei Deputati.